# Gabonella
Gabonella is een geslacht van rechtvleugeligen uit de familie sabelsprinkhanen (Tettigoniidae). De wetenschappelijke naam van dit geslacht is voor het eerst geldig gepubliceerd in 1940 door Uvarov.

## Soorten
Het geslacht Gabonella  is monotypisch en omvat slechts de volgende soort:
- Gabonella cothurnata (Bolívar, 1906)